# Seligeria
Seligeria ist eine Moosgattung der Ordnung Grimmiales. Der Gattungsname ehrt den deutschen Geistlichen und Botaniker Ignaz Seliger (1752–1812).

## Merkmale
Die Vertreter sind winzige Moose, deren Stämmchen meist kleiner als drei, selten bis acht Millimeter groß sind. Die Blätter haben eine eiförmige Basis und enden in einer lang ausgezogenen Spitze. Die Rippe füllt die Spitze aus oder ist austretend. Die Seta ist bis zu drei Millimeter lang. Die Kapseln stehen aufrecht und sind weinglasförmig.

## Verbreitung und Systematik
Die 21 Arten umfassende Gattung kommt auf der nördlichen Halbkugel und in Australien vor. Die Moose wachsen an schattig-feuchten Kalkfelsen. Zehn kommen in Europa vor, die folgenden auch in Deutschland:
- Seligeria austriaca
- Seligeria calcarea
- Seligeria carniolica
- Seligeria donniana
- Seligeria pusilla
- Seligeria recurvata
- Seligeria trifaria
- Seligeria campylopoda
- Seligeria patula

## Belege
- Jan-Peter Frahm, Wolfgang Frey: Moosflora (= UTB. 1250). 4., neubearbeitete und erweiterte Auflage. Ulmer, Stuttgart 2004, ISBN 3-8252-1250-5.